# إنريكي هرنانديز (لاعب كرة قدم)
إنريكي هرنانديز (بالإسبانية: Quique Hernández) هو مدرب كرة قدم ولاعب كرة قدم إسباني، ولد في 30 أكتوبر 1958 في Anna, Spain ‏ في إسبانيا.

## وصلات خارجية
- إنريكي هرنانديز (لاعب كرة قدم) على موقع قاعدة بيانات كرة القدم.إي يو (الإنجليزية)
- إنريكي هرنانديز (لاعب كرة قدم) على موقع Soccerway.com (الإنجليزية)
- إنريكي هرنانديز (لاعب كرة قدم) على موقع عالم كرة القدم.نت (الإنجليزية)